# Sophie Turner
Sophie Belinda Turner (Northampton, 21 de fevereiro de 1996), é uma atriz britânica, mais conhecida por seus papéis como Sansa Stark na série de televisão Game of Thrones da HBO, pela qual recebeu uma indicação ao Emmy Award de Melhor Atriz Coadjuvante em Série Dramática em 2019, e como a jovem Jean Grey na franquia X-Men.

## Biografia
Turner nasceu em Northampton, em Northamptonshire, mudando-se para Warwick aos dois anos de idade. Lá, ela estudou na Warwick Prep School até os onze anos, transferindo-se então para a Kings High School. Desde cedo Turner desejava ser atriz, e, para seguir esse sonho, ela acabou entrando para um grupo de teatro com três anos.

## Carreira

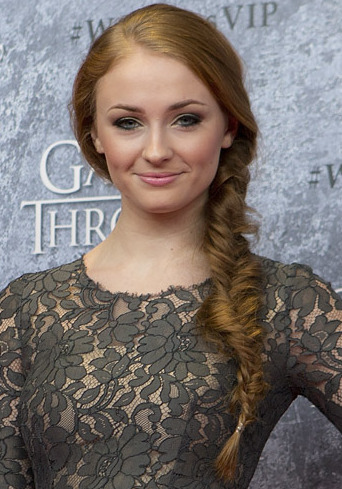
Sophie Turner em 2013.

Seu primeiro papel profissional foi interpretando Sansa Stark na aclamada série de televisão Game of Thrones da HBO. Turner, naturalmente loira, precisa tingir seu cabelo com quatro tons de ruivo a cada uma semana para interpretar sua personagem. A professora de teatro de Turner a encorajou a fazer um teste para o papel, e ela pintou o cabelo loiro de cabelo vermelho, embora na sétima temporada ela começou a usar perucas. Em 2012, ela foi nomeada para o Young Artist Award de Melhor Performance em uma série de TV - Supporting Young Actress por sua atuação como Sansa, ao lado de sua irmã na tela, Maisie Williams. Até o momento, Turner apareceu em todas as sete temporadas de transmissão.
Em 2013, ela teve seu primeiro papel na tela grande como o personagem principal do thriller independente Another Me, baseado no romance de mesmo nome de Catherine MacPhail. Ela estrelou como Adeline March no filme de televisão de 2013 The Thirteenth Tale. Em 2013, ela foi escalada para o filme de comédia Barely Lethal, ao lado de Hailee Steinfeld, que foi lançado em 29 de maio de 2015 em um lançamento limitado e através de vídeo sob demanda. Turner também narrou a versão audiobook do conto de Lev Grossman, The Girl in the Mirror, que foi incluído na curta antologia de ficção Dangerous Women, e foi editado por George R. R. Martin. Em 2014, ela também foi a narradora do audiobook City of Heavenly Fire, de Cassandra Clare. 

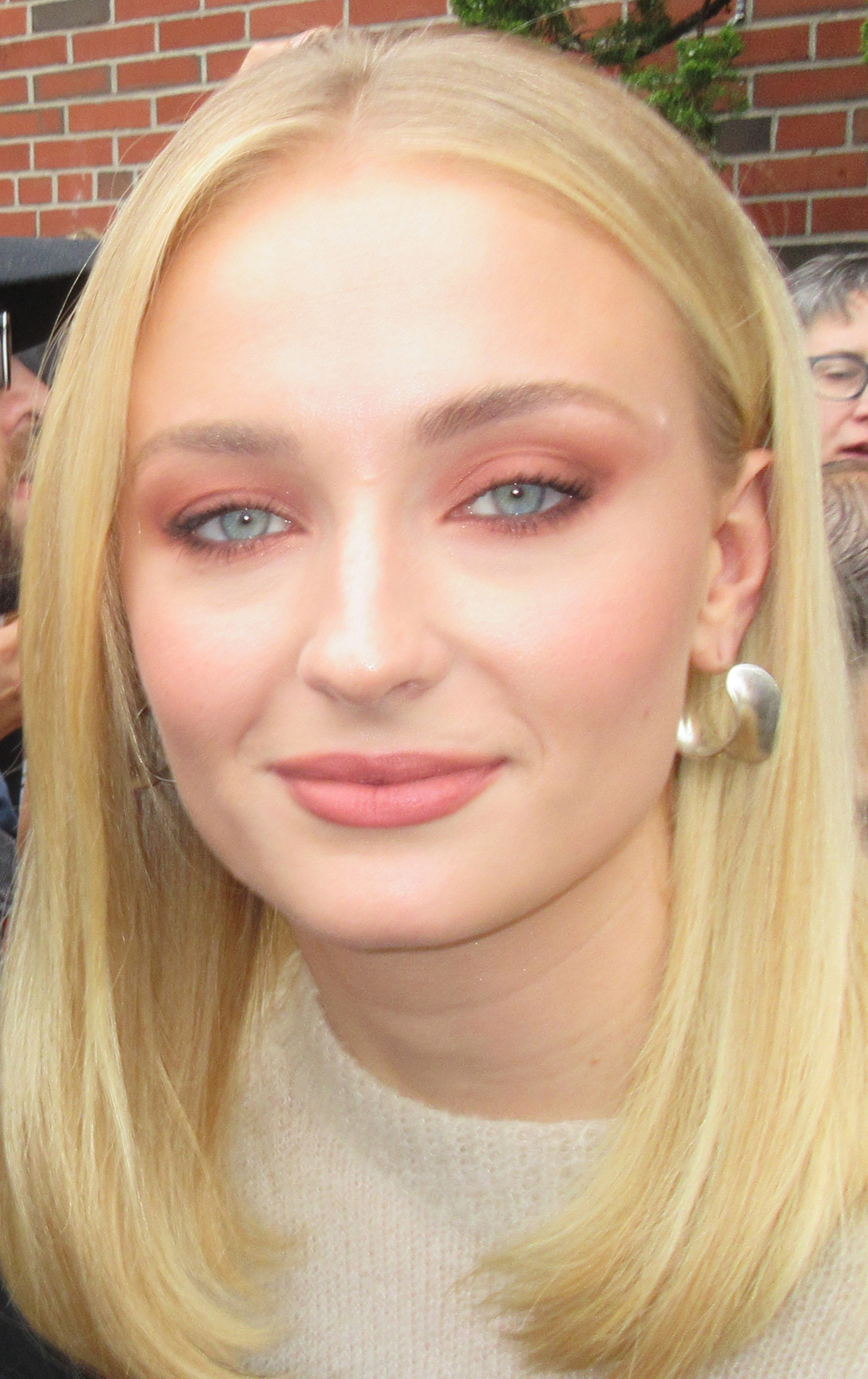
Turner em 2018.

No mesmo ano, ela também foi a cara da campanha Outono / Inverno 2014 de Karen Millen. Turner interpretou o mutante Jean Grey em X-Men: Apocalypse, que foi lançado em maio de 2016 para um sucesso crítico misto. Durante o verão de 2016, ela foi a apresentadora do vídeo da Web Powershift em parceria com o Huffington Post. Em fevereiro de 2017, ela anunciou que iria reprisar seu papel como Jean Grey no novo filme X-Men: Dark Phoenix, que terá lugar no início dos anos 90 e seguirá os eventos de X-Men: Apocalypse, como parte de a franquia X-Men Na mesma entrevista, ela afirmou que a produção do filme começará em breve. 
Em março de 2017, ela anunciou que havia se tornado patrona da Women for Women, uma organização que apóia mulheres sobreviventes de guerra. Em agosto de 2017, em uma entrevista com Porter, Turner disse acreditar que seus seguidores nas mídias sociais foram responsáveis por seu elenco de sucesso em um projeto sem nome, em vez de suas habilidades como atriz. Ela disse na entrevista "foi entre mim e outra garota que é uma atriz muito melhor do que eu, muito melhor, mas eu tinha os seguidores, então consegui o emprego".
Em junho de 2017, ela anunciou no instagram sua parceria com a Wella Hair. Ela se tornou a primeira embaixadora internacional da marca. Em novembro de 2017, a Deadline anunciou que Sophie Turner fará o papel de Juliane Koepcke no filme Girl Who Fell From the Sky. Ela também irá produzir o filme. Em março e abril de 2018, ela filmou o filme independente Heavy em Toronto, Ontário, Canadá. Turner reprisou seu papel como Jean Grey no filme dos X-Men, Fênix Negra, que se passa em 1992 e segue os eventos de Apocalipse. O filme foi lançado em junho de 2019. Ela foi destaque em trabalhos de impressão para a marca de luxo Louis Vuitton.Em setembro de 2019, Turner foi escalado para o thriller de televisão Survive.

## Vida pessoal
Turner esteve em um relacionamento sério com Joe Jonas, da banda Jonas Brothers e vocalista da banda DNCE, de 2016 a 2023. Os primeiros rumores do namoro começaram quando os dois foram flagrados juntos na MTV Europe Music Awards realizado na Holanda em 6 de novembro de 2016. Porém, no início de 2017, o relacionamento foi confirmado através de uma foto com Joe postada no Instagram de Sophie. Em 15 de outubro de 2017, os dois anunciaram o noivado. Eles se casaram em maio de 2019 em uma cerimônia simples no estilo de Las Vegas. E realizaram uma segunda cerimônia na França. A primeira filha do casal, Willa Jonas, nasceu no dia 22 de julho de 2020. A segunda filha do casal, Delphine Jonas, nasceu em 14 de julho de 2022. Em setembro de 2023, Jonas pediu o divórcio de Turner em Miami, Flórida.

## Filmografia

### Cinema
| Year | Title                  | Role                | Ref.   |
| ---- | ---------------------- | ------------------- | ------ |
| 2013 | Another Me             | Fay / Lila Delussey | [ 12 ] |
| 2015 | Barely Lethal          | Heather / Agent 84  | [ 13 ] |
| 2016 | X-Men: Apocalypse      | Jean Grey           | [ 14 ] |
| 2018 | Josie                  | Josie               | [ 15 ] |
| 2018 | Time Freak             | Debbie              | [ 16 ] |
| 2019 | Dark Phoenix           | Jean Grey / Phoenix | [ 17 ] |
| 2019 | Heavy                  | Maddie              | [ 18 ] |
| 2022 | Every Last Secret      | Penelope            | [ 19 ] |
| 2022 | Do Revenge             | Erica               | [ 20 ] |
| 2022 | Storybots: Answer Time | Lady Eleanor        |        |

### Televisão

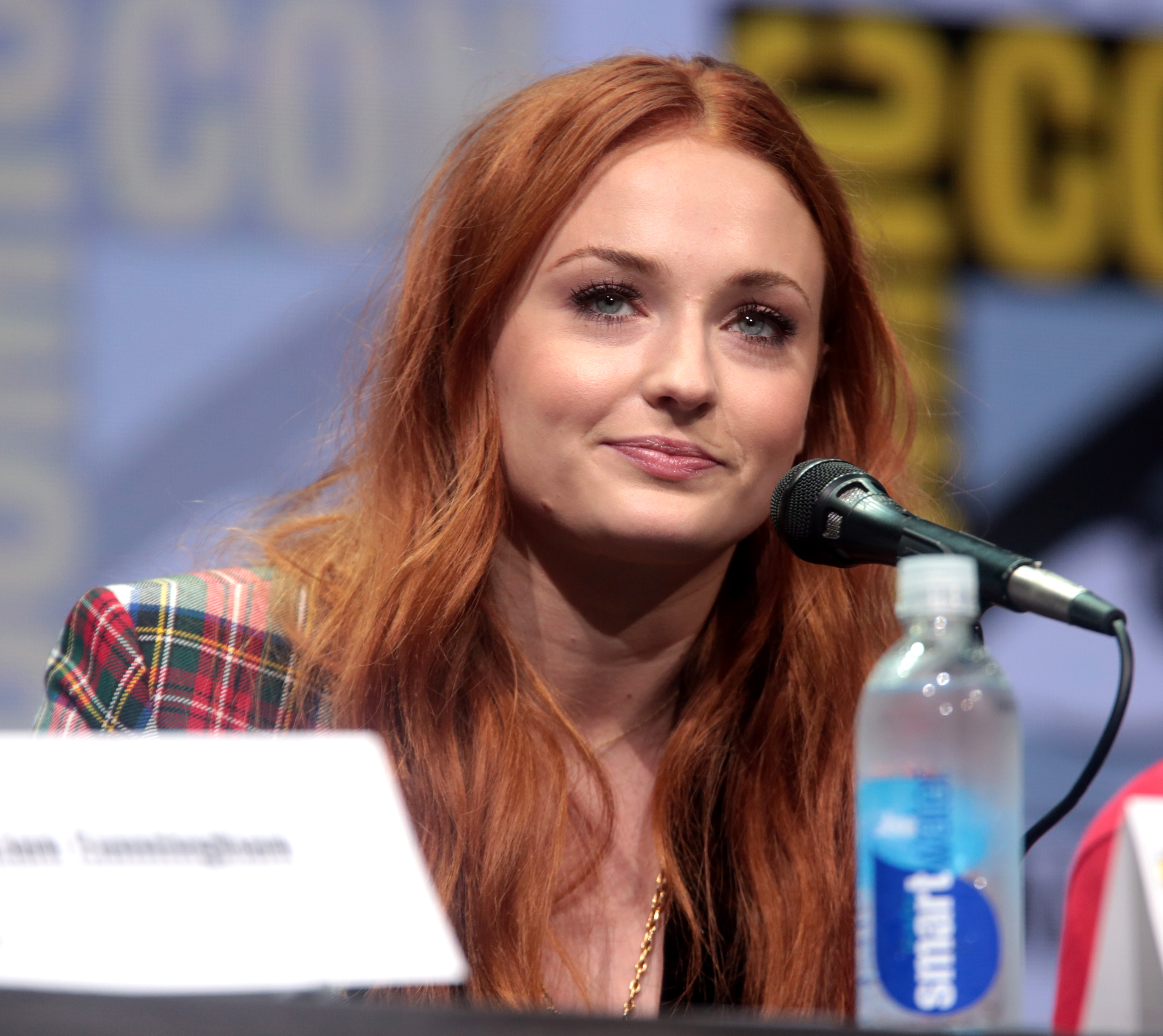
Turner in 2017

| Year      | Title                          | Role                | Notes                                   | Ref.   |
| --------- | ------------------------------ | ------------------- | --------------------------------------- | ------ |
| 2011–2019 | Game of Thrones                | Sansa Stark         | Papel principal                         | [ 21 ] |
| 2013      | The Thirteenth Tale            | Young Adeline March | Minisserie                              | [ 22 ] |
| 2020      | Survive                        | Jane                | Papel principal                         | [ 23 ] |
| 2020      | Home Movie: The Princess Bride | Westley             | Episódio: "Chapter Six: The Fire Swamp" | [ 24 ] |
| 2021      | The Prince                     | Princess Charlotte  | Dubladora                               | [ 25 ] |
| 2022      | The Staircase                  | Margaret Ratliff    | Papel principal                         | [ 26 ] |
| TBA       | Joan                           | Joan Hannington     | Papel principal                         | [ 27 ] |

### Videoclipe
| Ano: | Artista:       | Música:             |
| ---- | -------------- | ------------------- |
| 2014 | Bastille       | Oblivion            |
| 2019 | Jonas Brothers | Sucker              |
| 2020 | Jonas Brothers | Wath A Man Gotta Do |

## Prêmios e indicações
| Ano  | Cerimônia                                                | Categoria                                                  | Trabalho          | Resultado | Ref(s) |
| ---- | -------------------------------------------------------- | ---------------------------------------------------------- | ----------------- | --------- | ------ |
| 2011 | Screen Actors Guild Award                                | Outstanding Performance by an Ensemble in a Drama Series   | Game of Thrones   | Indicado  | [ 28 ] |
| 2011 | Scream Awards                                            | Scream Award for Best Ensemble                             | Game of Thrones   | Indicado  | [ 29 ] |
| 2012 | Young Artist Awards                                      | Best Performance in a TV Series – Supporting Young Actress | Game of Thrones   | Indicado  | [ 30 ] |
| 2013 | Screen Actors Guild Award                                | Outstanding Performance by an Ensemble in a Drama Series   | Game of Thrones   | Indicado  | [ 31 ] |
| 2014 | Screen Actors Guild Award                                | Outstanding Performance by an Ensemble in a Drama Series   | Game of Thrones   | Indicado  | [ 32 ] |
| 2015 | Empire Hero Award                                        | Empire Hero Award                                          | Game of Thrones   | Venceu    | [ 33 ] |
| 2015 | EWwy Award                                               | Best Supporting Actress, Drama                             | Game of Thrones   | Indicado  | [ 34 ] |
| 2015 | Screen Actors Guild Award                                | Outstanding Performance by an Ensemble in a Drama Series   | Game of Thrones   | Indicado  | [ 35 ] |
| 2016 | Huading Awards                                           | Best Global Actress                                        | Ela mesma         | Venceu    | [ 36 ] |
| 2016 | Glamour Awards                                           | Best UK TV Actress                                         | Game of Thrones   | Venceu    | [ 37 ] |
| 2016 | Venice International Film Festival                       | International Movie Award                                  | Ela mesma         | Venceu    |        |
| 2016 | EWwy Award                                               | Best Supporting Actress, Drama                             | Game of Thrones   | Venceu    | [ 38 ] |
| 2016 | Screen Actors Guild Award                                | Outstanding Performance by an Ensemble in a Drama Series   | Game of Thrones   | Indicado  | [ 39 ] |
| 2017 | Kids Choice Awards                                       | Favorite Squad                                             | X-Men: Apocalypse | Indicado  | [ 40 ] |
| 2017 | Outstanding Performance by an Ensemble in a Drama Series | Outstanding Performance by an Ensemble in a Drama Series   | Game of Thrones   | Indicado  |        |
| 2018 | Gold Derby Awards                                        | Ensemble of the Year                                       | Game of Thrones   | Indicado  |        |
| 2018 | Outstanding Performance by an Ensemble in a Drama Series | Outstanding Performance by an Ensemble in a Drama Series   | Game of Thrones   | Indicado  |        |
| 2018 | Mammoth Film Festival                                    | Best Actress                                               | Josie             | Venceu    |        |
| 2019 | Emmy Awards                                              | Melhor Atriz Coadjuvante em Série Dramática                | Game of Thrones   | INDICADA  |        |
| 2019 | Academy of Science Fiction, Fantasy & Horror Films       | Best Supporting Actress in a Television Series             | Game of Thrones   | Indicado  |        |
| 2019 | IGN Summer Movie Awards                                  | Best TV Ensemble (IGN People's Choice Award)               | Game of Thrones   | Venceu    |        |
| 2019 | IGN Summer Movie Awards                                  | Best TV Ensemble (IGN Award)                               | Game of Thrones   | Indicado  |        |
| 2019 | People's Choice Awards, USA                              | Favorite Female TV Star                                    | Game of Thrones   | Indicado  |        |
| 2019 | People's Choice Awards, USA                              | Favorite Drama TV Star                                     | Game of Thrones   | Indicado  |        |
| 2019 | People's Choice Awards, USA                              | Favorite Action Movie Star                                 | Dark Phoenix      | Indicado  |        |
| 2019 | People's Choice Awards, USA                              | Favorite Female Movie Star                                 | Dark Phoenix      | Indicado  |        |
| 2019 | Teen Choice Awards                                       | Choice Sci-Fi/Fantasy Movie Actress                        | Dark Phoenix      | Indicado  |        |
| 2020 | CinEuphoria Awards                                       | Merit - Honorary Award (Shared with the crew)              | Game of Thrones   | Indicado  |        |
| 2020 | Screen Actors Guild Awards                               | Outstanding Performance by an Ensemble in a Drama Series   | Game of Thrones   | Indicado  |        |
| 2020 | Shorty Awards                                            | Best Actor                                                 | Ela Mesma         | Indicado  |        |